# Granbrokvecklare
Granbrokvecklare (Pseudohermenias abietana) är en fjärilsart som först beskrevs av Fabricius 1787.  Granbrokvecklare ingår i släktet Pseudohermenias, och familjen vecklare. Arten är reproducerande i Sverige.

## Bildgalleri

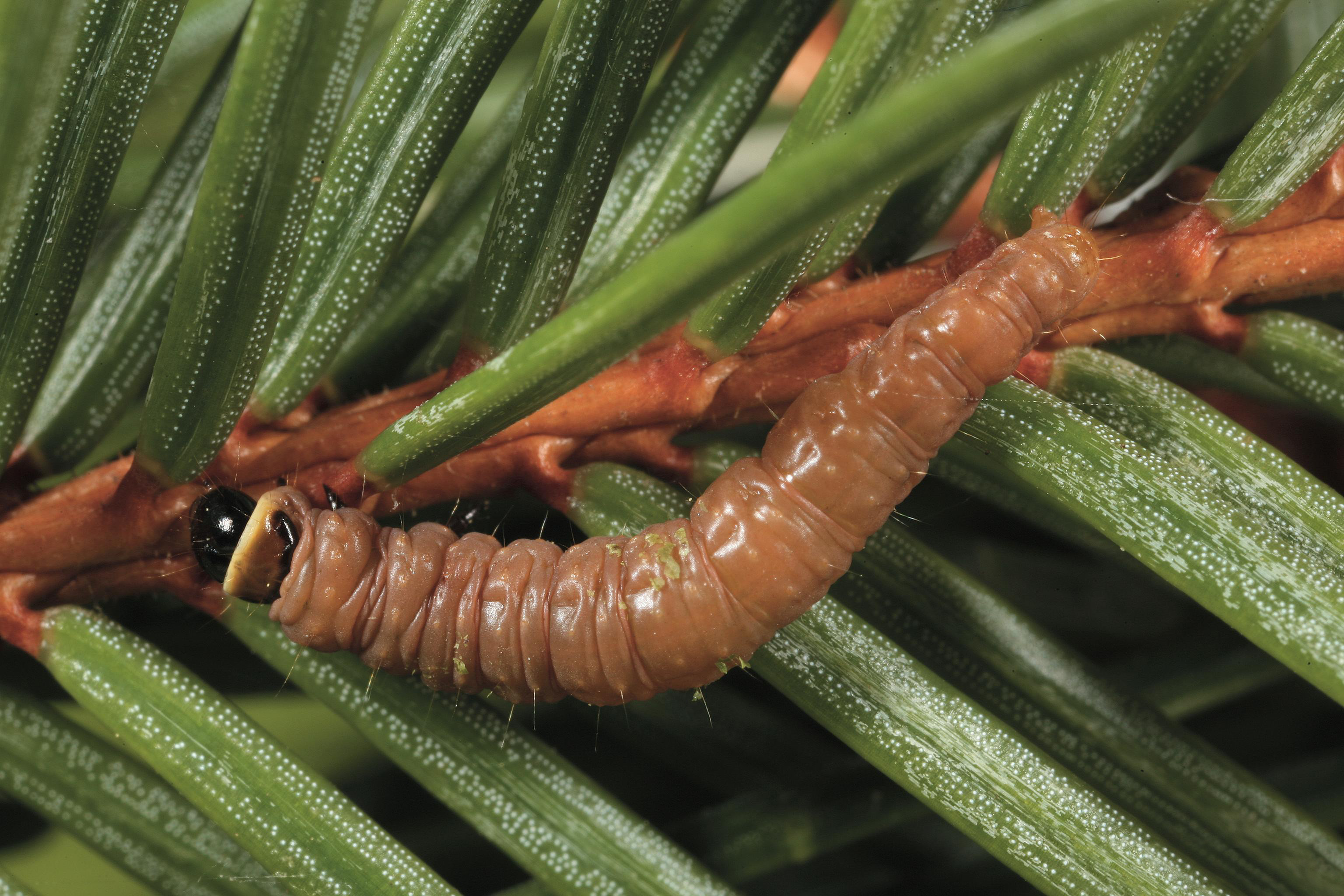